# Le Rasoir
Le Rasoir est un ancien journal satirique libéral liégeois paru entre 1869 et 1889, distribué tous les quinze jours.